# Prenzlauer Berg
Prenzlauer Berg är en stadsdel i nordöstra delen av Berlins innerstad och ingår sedan 2001 i stadsdelsområdet Pankow.
Prenzlauer Berg attraherar framförallt unga människor, ibland med en alternativ livsstil. Många konstnärer och artister har bosatt sig i området under de senaste femton åren då Prenzlauer Berg utvecklats till en stadsdel med mycket nattliv. Under senare år har Prenzlauer Berg även blivit populärt för höginkomsttagare vilket förändrat området och gjort det till ett av Berlins dyrare bostadsområden (för lägenheter). Under DDR-tiden var Prenzlauer Berg en samlingspunkt för DDR:s intellektuella.

## Historia

### Namn
"Berget" i Prenzlauer Berg syftar på Barnims högplatå, som man från centrala Berlin tog sig uppför på vägen norrut mot Prenzlau (nuvarande Prenzlauer Allee).

### Före stadsbebyggelsen

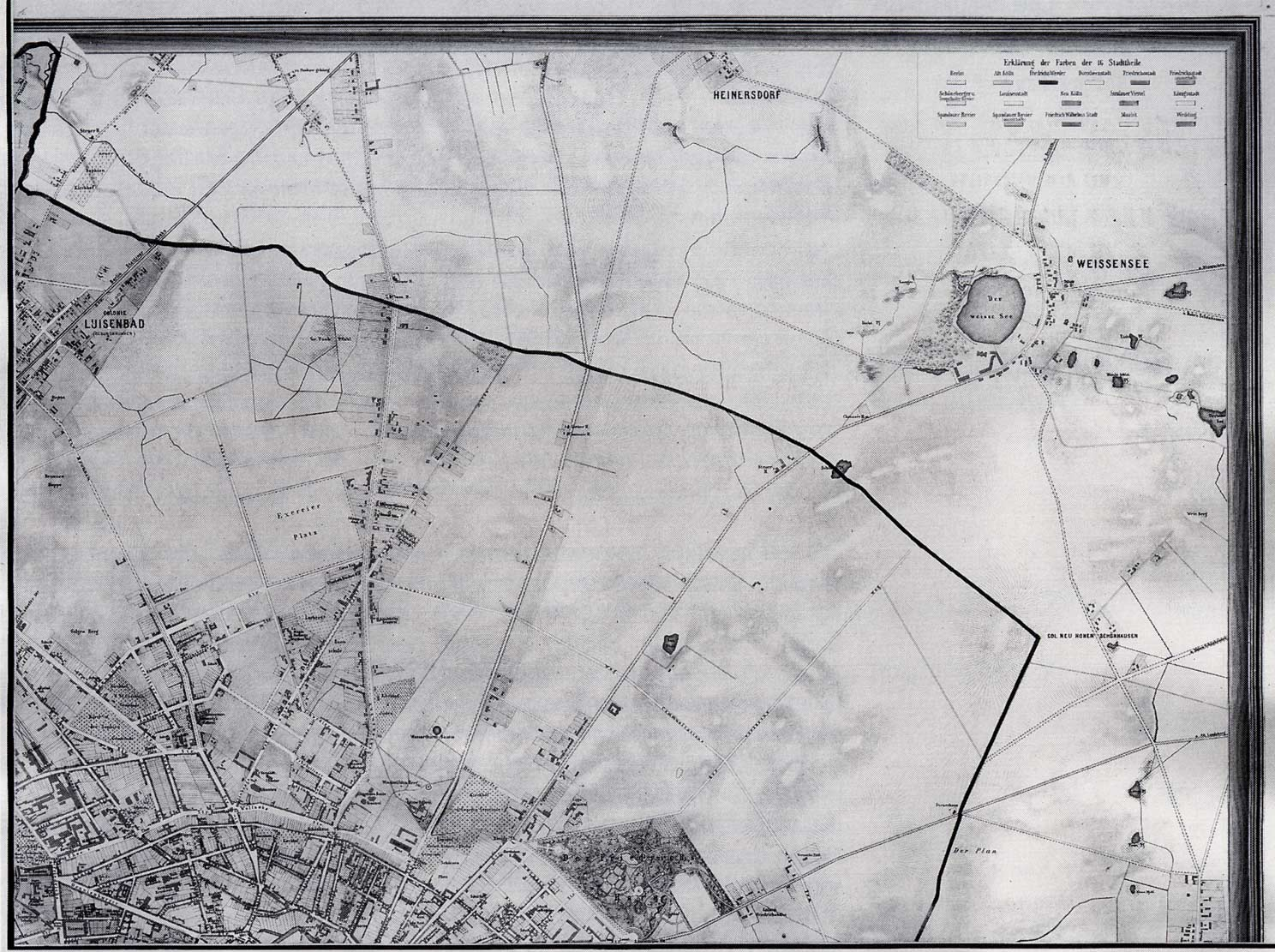
Karta från 1866 över fälten norr om Berlin, med stadsgränsen inritad.

Prenzlauer Berg har en i Berlinsammanhang ganska kort historia som stadsdel. Bönder röjde trakten för jordbruk genom svedjebruk redan på 1200-talet, men fram till och med 1700-talet var det nuvarande Prenzlauer Berg enbart använt som jordbruksmark. Fram till den kalla vintern 1740–1741 bedrevs till exempel en relativt betydande vinodling i området. Ännu vid sekelskiftet 1800 fanns i området endast åkrar och ett antal väderkvarnar som framförallt uppförts av den preussiska kronan under föregående årtionden. Samhällen saknades helt vid denna tid, och den enda bebyggelsen var det kungliga godset som grundats 1708.
Den första bebyggelsen tillhörande staden som uppfördes utanför Berlins tullmur var kyrkogårdar: 1802 lät Mariakyrkans och Nikolaikyrkans församlingar grunda det som idag kallas Alter Friedhof utanför Prenzlauer Tor, varefter stadsmuren utvidgades; den 1814 anlagda kyrkogården för S:t Georgsförsamlingen utanför Königstor förblev dock utanför stadens murar.
I Preussen trädde 1808 en ny kunglig stadsförordning i kraft, som gjorde städernas närmaste omgivningar underställda stadens rätt, även om området behöll sin politiska självständighet. Omkring 1832 infogades fälten norr om Berlin formellt i Berlins stad, och den första kartan som visar Prenzlauer Berg som del av Berlin är daterad 1840. Till en början kom detta dock inte att medföra några större förändringar i markanvändningen.
De reformer som genomfördes 1807 till 1810 under ledning av ministrarna Karl von Stein och Karl August von Hardenberg befriade även bönderna norr om Berlin från den feodala livegenskapen. De jordreformer som genomfördes från 1822 till 1826 tillät bönderna att överta den mark de brukade som privat egendom, genom att antingen avstå från hälften av marken eller att betala ett stort engångsbelopp motsvarande arton gånger årsproduktionen. Samtidigt skiftades allmänningarna upp mellan bönderna så att sammanhängande enskilda jordbruksmarker skapades. De stora vinnarna var godsägarna Griebenow, Büttner och Bötzow, som efter reformerna ägde mer än två tredjedelar av marken i nuvarande Prenzlauer Berg.

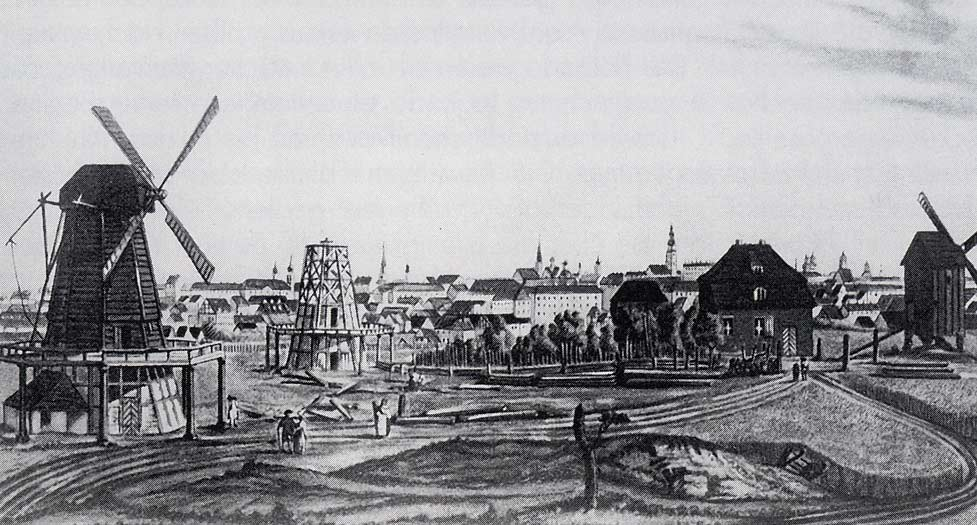
Windmühlenberg omkring år 1800.

Småbönderna hade däremot dåliga förutsättningar att överleva ekonomiskt. Antingen tvingades de avstå från halva sin mark vilket gjorde den återstående delen för liten för att försörja en familj, eller så tvingades de skuldsätta sig kraftigt. Istället kom dessa att under följande år i högre grad arbeta med bearbetning av jordbruksprodukter, och åkrar omvandlades till byggnadsmark. Kronokvarnarna såldes 1826 till godsägarfamiljen Bötzow, och kom under industrialiseringen att gradvis avvecklas. Under första halvan av 1800-talet uppfördes flera privata väderkvarnar på Windmühlenberg mellan nuvarande Schönhauser Allee och Prenzlauer Allee. Detta kom att bli den viktigaste platsen för Berlins kvarnverksamhet. I närheten grundades även flera destillerier.
Andra bönder startade bryggerier. Den goda vattenkvaliteten i brunnarna och det tjocka lerskikt som tillät anläggandet av underjordiska kylrum medverkade till att Prenzlauer Berg i mitten av 1800-talet blev centrum för Berlins bryggeriindustri. Omkring bryggerierna uppstod nöjeslokaler som utflyktsmål, med karuseller och en kägelbana, bland andra Prater vid Kastanienallee. Det engelska Berlin Waterworks Company grundade 1856 ett vattenverk på Windmühlenberg, som 1873 köptes av Berlins stad och var i drift fram till 1914; det angränsande vattentornet användes fram till 1952.

### Första planer

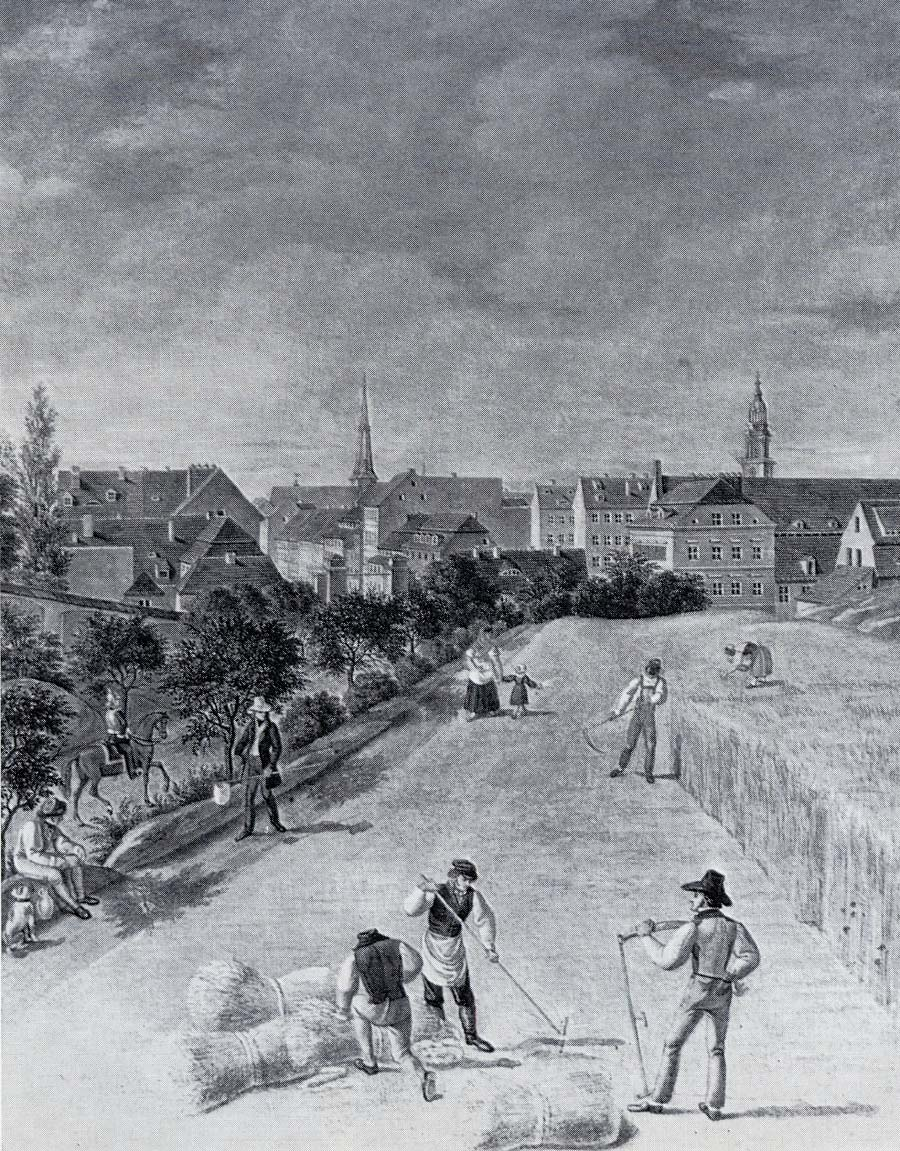
Trakten framför Prenzlauer Tor, av Heinrich von Olivier 1847.

År 1827 beslutade Berlins magistrat att en plan för bebyggandet av stadens omgivningar skulle tas fram, då staden vid denna tid växte kraftigt innanför den befintliga tullmuren. Det preussiska inrikesministeriet var ansvarigt för planerna och hade redan framställt en plan för bebyggelsen innanför murarna. Det ansvariga överbyggrådet Johann Carl Ludwig Schmid delade upp Berlins omgivningar i fem olika planområden, numrerade medurs. Prenzlauer Berg kom därmed helt och hållet att falla inom planområde I. Planen utgick från de vid denna tid redan befintliga landsvägarna ut från Berlin, dagens Schönhauser Allee, Prenzlauer Allee och Greifswalder Strasse, men planerade en fördubbling av gatubredden. Storleken av de planerade tomterna var avsedd för en glesare bebyggelse med trädgårdar. Schmid färdigställde sin plan 1829 och den godkändes av kung Fredrik Vilhelm III påföljande år. Då det enligt planen skulle uppföras många breda gator och torg på mark som skulle konfiskeras från markägarna utan ersättning, kom planen dock att misslyckas på grund av lokalt politiskt motstånd.
De områden i nordöstra Berlin som idag utgör Prenzlauer Berg inkorporerades i staden Berlin under åren 1829–1831. Området öster om Prenzlauer Allee blev del av den dåvarande stadsdelen Königsstadt och av området väster om Prenzlauer Allee bildades en helt ny administrativ stadsdel, Rosenthaler Vorstadt.
Staden Berlins befolkning växte under åren mellan 1830 och 1840 från 250 000 till 330 000 invånare, vilket fick Berlins magistrat att 1840 publicera en ny stadsplan av landskapsarkitekten Peter Joseph Lenné, där bland annat en stor ringboulevard skulle anläggas några hundra meter norr om tullmuren parallellt med denna. Då Lenné var landskapsarkitekt planerade han mycket glest, vilket dock inte tillgodosåg markägarnas ekonomiska intresse; på så sätt kom även denna plan att vara dömd att misslyckas. Redan några år senare drogs de första järnvägslinjerna i området tvärs över den planerade boulevarden och industrialiseringen accelererade stadens tillväxt; mellan 1840 och 1850 växte stadsbefolkningen till 430 000 invånare.

### Hobrechtplanen

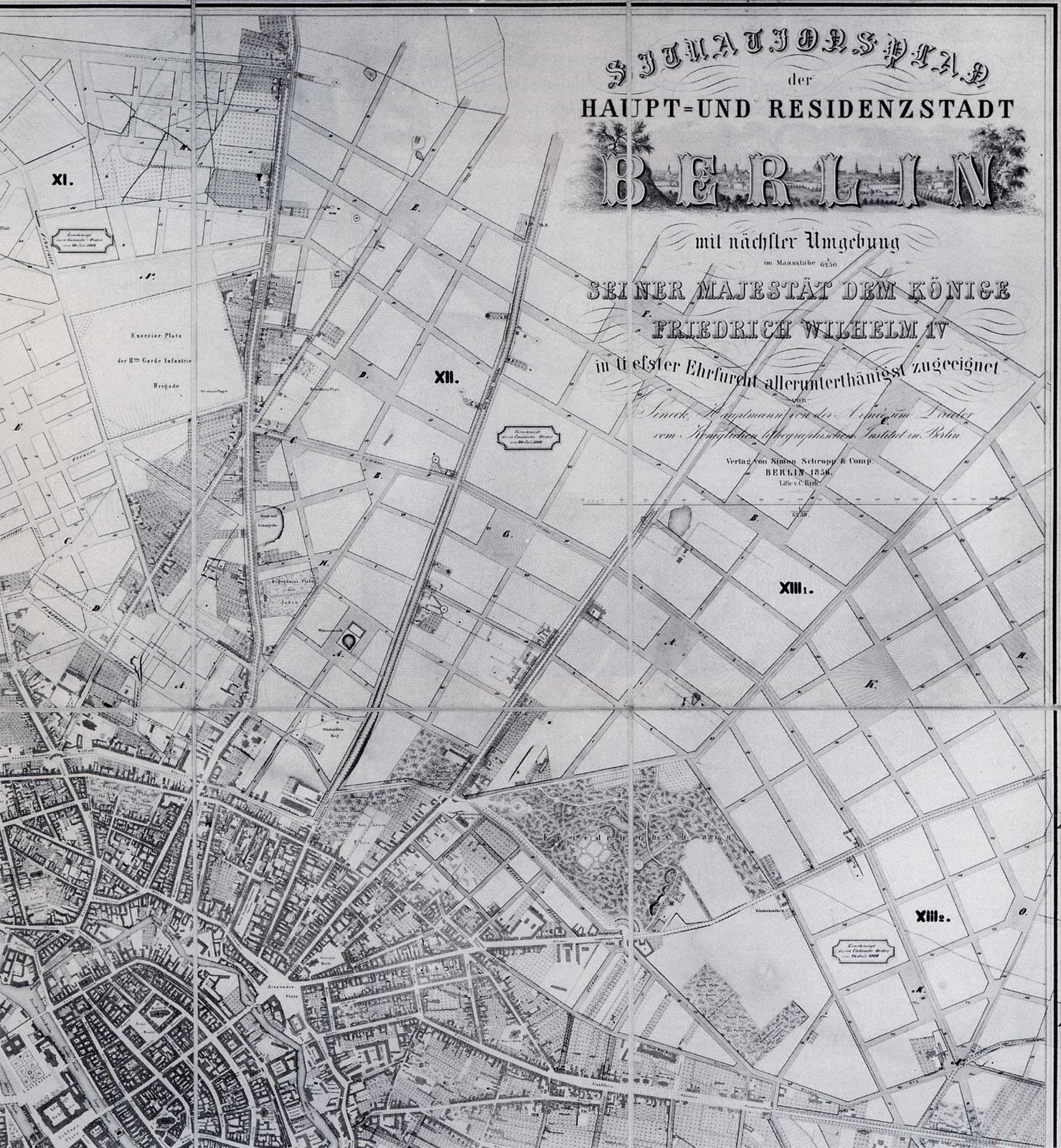
Detalj av nordöstra delen av 1856 års stadsplan, med de nya planområdena XI-XIII inritade.

I början av 1850-talet sammanställde den dåvarande statliga bygginspektören Köbicke alla äldre planer. Han kunde fastställa, att dessa innehöll för många oklarheter och indelningen av stadens omgivningar i fem planområden var otillräcklig. Han skapade 14 nya numrerade planområden, där nuvarande centrala Prenzlauer Berg utgjorde område XII och där även delar av östra område XI och västra område XIII idag ingår i stadsdelen. År 1859 efterträddes Köbicke av James Hobrecht, som 1862 publicerade den senare efter honom uppkallade Hobrechtplanen. I denna planerades en utökning av stadsbebyggelsen fram till stadsgränsen och ett grovt gatunät med gatubredder från 19 till 68 meter ritades in.
Fria ytor planerades till större delen på stadens mark, men trots detta kom flera planerade torg att under följande år minskas eller tas bort ur planen, då markägarna åter förväntades lämna ifrån sig marken utan kompensation, vilket de bestred. Förutom de befintliga landsvägarna, som skulle breddas, kom Hobrecht även att planera en breddning av en sedan 1822 redan existerande väg över fälten, som vid denna tid kallades Communication. Den skulle tillsammans med Warschauer Strasse och Petersburger Strasse bli del av en större ringväg kring staden; dock kom den aldrig att förlängas längre västerut än denna väg, som idag utgör Danziger Strasse.
En andra ringväg vid den norra stadsgränsen ingick också i planen, dagens Osloer Strasse, Bornholmer Strasse, Wisbyer Strasse och Ostseestrasse. Lokalbefolkningen protesterade mot planerna, då man hade svårt att föreställa sig att staden någonsin kunde växa så långt norrut. År 1862 antogs Hobrechtplanen och skulle tjäna som grund för stadsbyggnationen i området under följande årtionden. Planerna gällde endast de offentliga ytorna och innehöll inga begränsningar av bebyggelsen i övrigt.

### Första stadsbebyggelsen

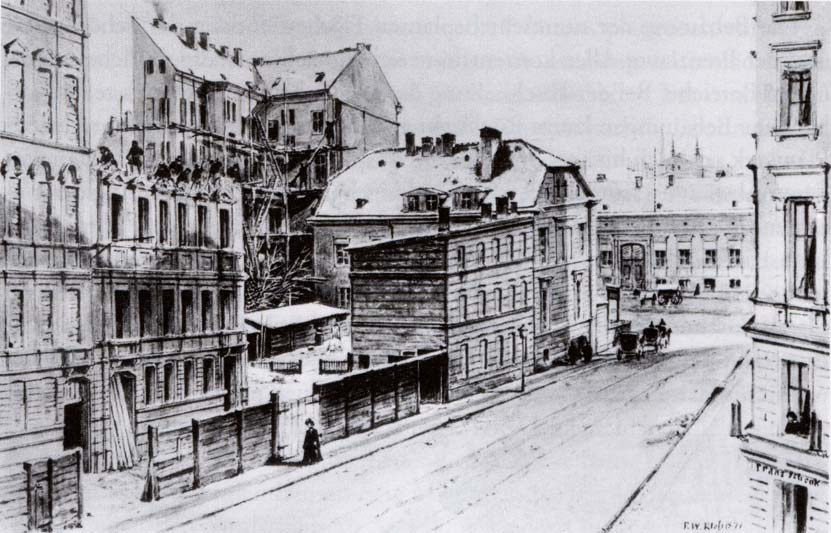
Äldre bebyggelse och nyare hyreshus under uppförande vid Christinenstrasse, 1871.

Sedan 1840-talet hade de stadsnära områdena börjat bebyggas med små tvåvåningshus, vars takvåningar senare byggdes ut för att ge mer bostadsyta. Redan vid slutet av 1850-talet kom man att börja bredda dessa byggnader till hela tomtbredden, bygga djupare in på tomten och uppföra upp till fyra våningar. Under 1860-talet slöts långsamt de sista luckorna närmast staden, så att området inom 300 meter från tullmuren var helt bebyggt med slutna kvarter med fyra våningar. De sista kvarvarande fristående byggnaderna revs under denna tid undan för undan och ersättes av större hus. Fasaderna var enkla med få utsmyckningar och endast sällan balkong. Bakom gatuhusen uppfördes ekonomibyggnader och verkstäder, som senare byggdes upp till två våningar höga och var förbundna med gatuhuset över en sidoflygel. Myndigheterna tillät i de flesta fall inte att gårdshusen användes som bostäder. Först under 1870-talet blev det vanligt med gårdshus och sidoflyglar i mer än två våningar, avsedda som bostäder. Den fulla höjden etablerades dock allmänt som standard först under perioden från 1880 fram till sekelskiftet.

### Gründerzeit: Snabb expansion

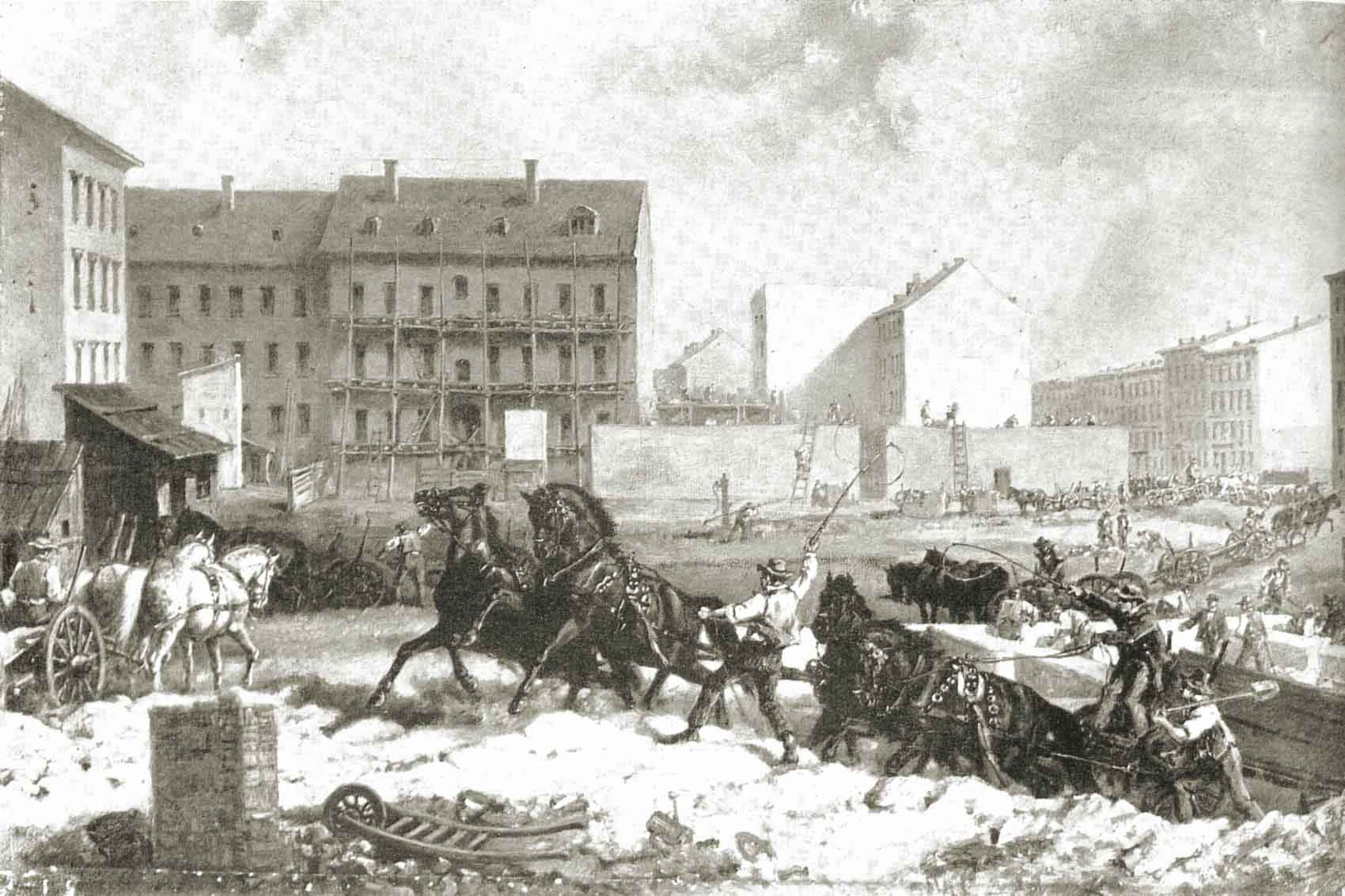
Tempo der Gründerzeit, målning av Friedrich Kaiser från omkring 1875. Målningen föreställer byggarbeten vid nuvarande Almstadtstrasse i södra Prenzlauer Berg.

Staden växte konstant även under 1870-talet, inte minst genom det krigsskadestånd om fem miljarder guldfranc som Tyskland erhållit i krigsskadestånd efter Tysk-franska kriget och Berlins upphöjning till kejserlig huvudstad 1871. År 1870 var befolkningen omkring 800 000 invånare, men redan under andra halvan av 1870-talet passerades miljonstrecket, vilket gjorde Berlin till en av världens sju dåvarande miljonstäder. Byggnationen drevs av så kallade Terraingesellschaften, som finansierades av insamlat kapital och förberedde byggtomter och sålde dem, men i regel inte själva uppförde byggnaderna. Ett undantag var Deutsch-Holländischer Actien-Bauverein, som kunde åstadkomma en accelererad byggtakt, genom att bygga i egen regi och industriellt rationalisera den process som annars genomfördes av ett stort antal olika byggfirmor. Bland annat uppförde man ett eget tegelbruk vid nuvarande Helmholtzplatz. På detta sätt blev det möjligt att på bara ett halvår bebygga en hel tomt från första spadtaget för gårdshus och sidoflygel till dess att ett femvåningshus stod klart mot gatan.

### Kort recession och kommunala byggprojekt

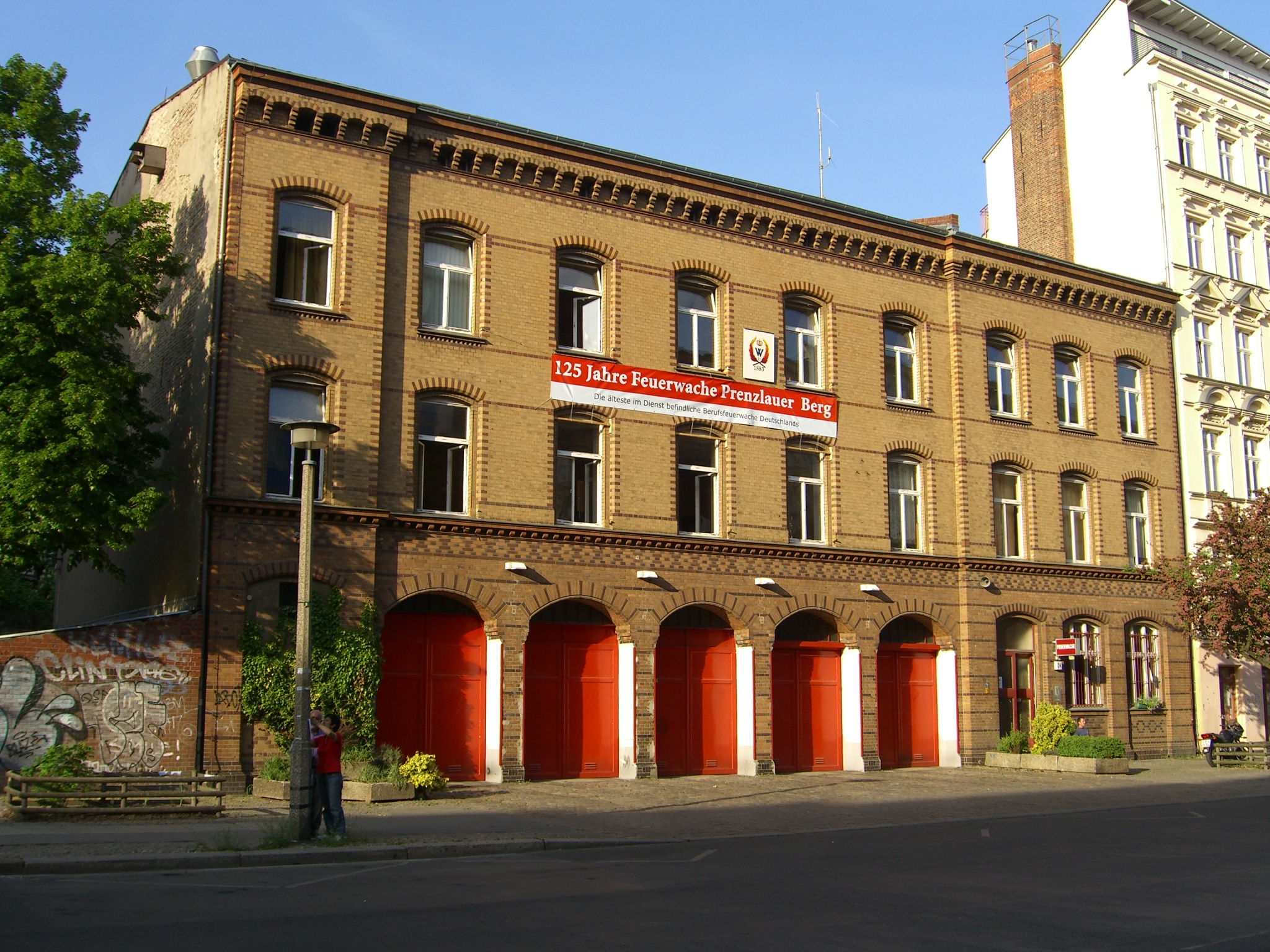
Brandstationen i Prenzlauer Berg i samband med 125-årsjubileet 2008.

Från 1870 medgavs endast bygglov vid gator som redan färdigställts och stenlagts. År 1873 inträffade en större börskrasch, med påföljande recession som påverkade byggverksamheten i Prenzlauer Berg negativt. Deutsch-Holländischer Actien-Bauverein uppförde från 1873 till 1876 ytterligare 34 hus omkring nuvarande Kollwitzplatz, men gick i konkurs 1875. Staden började vid slutet av 1870-talet ta en mer aktiv roll i färdigställandet av bebyggelsen, efter att man insett de fel som begåtts under områdets tidigare bygghistoria och vidtagit åtgärder för att stimulera byggindustrin. I anslutning till Berlins ringbana, som färdigställts 1877 en bit utanför den befintliga bebyggelsen, lät staden uppföra gasverk nummer 4 på en 20 hektar stor tomt mellan ringbanan och Danziger Strasse. Den första gastanken färdigställdes 1874 och fram till 1900 tillkom ytterligare fem.
Mellan 1878 och 1881 inrättade Berlins magistrat slakthusområdet Central-Vieh- und Schlachthof öster om Landsberger Allee, med direktanslutning till järnvägen. Den var en av Europas modernaste slakthusanläggningar i flera decennier. År 1883 uppfördes Prenzlauer Bergs brandstation på Oderberger Strasse. År 1886 följde stadssjukhuset vid Prenzlauer Alle, sedan 1934 lokaler för Prenzlauer Bergs stadsdelskontor, och nödhärbärget Städtisches Obdach. År 1889 inrättade staden 13 saluhallar över hela Berlin, för att centralisera livsmedelshandeln och bättre kunna kontrollera kvaliteten på varorna. På Knaackstrasse uppfördes saluhall nummer XIII, som dock visade sig överdimensionerad och på grund av de höga avgifterna ofta var dåligt belagd. Redan 1916 användes byggnaden för andra ändamål. James Hobrecht hade även lagt fram en plan för kommunalt avlopp, och från 1873 började man bygga ut det kommunala avloppsnätet. De stora alléerna hade försetts med avloppstunnlar omkring 1885, medan utbyggnaden på de mindre sidogatorna tog ytterligare några decennier att färdigställa.
Trots de ökade offentliga bygginsatserna återhämtade sig byggindustrin endast långsamt under 1880-talet. De under 1870-talets byggboom uppförda våningarna visade sig vara för stora för genomsnittliga inkomsttagare, och därför byggde man nu huvudsakligen hus med mindre dimensionerade lägenheter.

### Ny högkonjunktur
I mitten av 1890-talet återhämtade sig byggindustrin, och omkring sekelskiftet nådde bebyggelsen fram till Danziger Strasse. Investerarna lät bebygga tomterna mycket tätt, så att myndigheterna i slutet av 1800-talet för första gången såg sig tvingade att införa begränsningar i byggnadsförordningen. År 1887 förbjöd Berlins magistrat den praxis att inrätta lägenheter i källarplan som vid den här tiden var utbredd; i hela Berlin fanns omkring 100 000 källarlägenheter, och 1897 kom för första gången föreskrifter om minsta storlek på innergårdar, så att man nu lät två grannfastigheter dela en innergård för att uppfylla kraven. Den tidigare utbredda praxisen att bebygga en gård med sidoflyglar på båda sidor kom därmed i praktiken att förbjudas. Trots detta kunde fortfarande två tredjedelar av tomten bebyggas, och för redan bebyggda tomter lades gränsen vid tre fjärdedelar.
Under åren kring sekelskiftet tog byggandet i Prenzlauer Berg fart. Mellan 1895 och 1910 uppfördes omkring 100 nya bostadshus årligen, så att även sidogatorna nu bebyggdes tätt. De hus som uppfördes kring denna period kom att bli mer och mer likartade i sin planlösning, och så föddes det typiska Prenzlauer Berg-huset: en 18 meter bred tomt som bebyggts till sin fulla bredd med ett femvånings gatuhus, där bottenvåningen innehöll butikslokaler. Däröver låg två lägenheter per våningsplan, där den ena på gårdssidan hade ett långsmalt rum som sträckte sig in i sidoflygeln, för att därifrån få ljus från ett fönster mot gården. Sådana rum som är typiska för Berlins sekelskiftesbebyggelse kallas idag Berliner Zimmer, "Berlinrum". Huset delade en innergård med den ena av granntomterna, vilket kanske är det mest utmärkande draget för de så kallade hyreskasernerna, av vilka det fortfarande finns mer än 3000 bevarade i Prenzlauer Berg. I gårdshuset fanns det oftast fyra lägenheter per våningsplan, avsedda för den fattigare delen av befolkningen. Sammanlagt bestod alltså en typisk fastighet av en till två butiker mot gatan och 30 till 40 lägenheter. Allteftersom planlösningen för husen kom att standardiseras, desto mer kom de att utsmyckas individuellt. Den ökande industriella produktionen av olika typer av standardiserade fasadplattor som passade till varandra gjorde att varje hus kunde få en unik fasad.

### Byggnationen drivs på

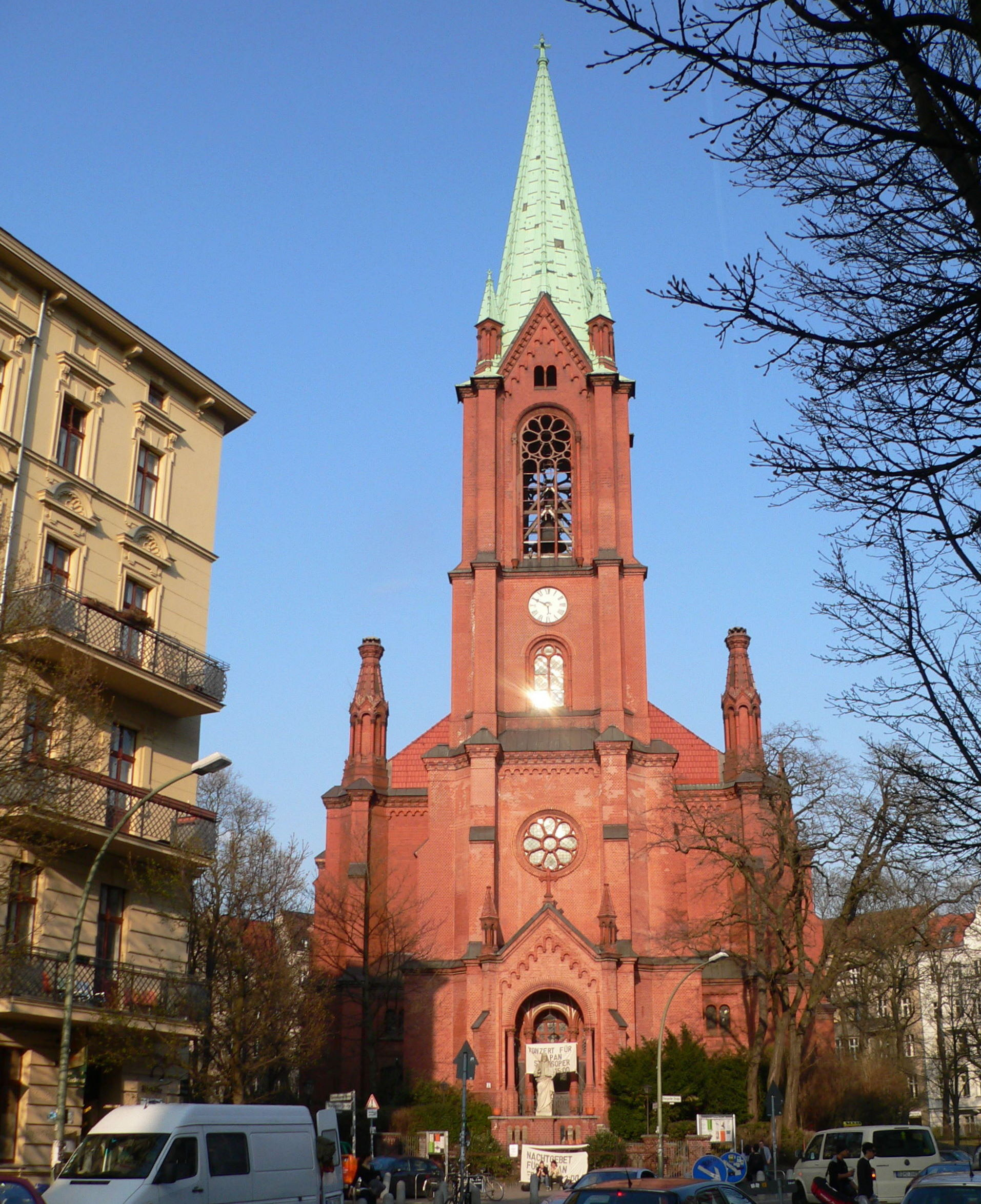
Gethsemanekirche, uppförd 1893.

Markägarna kom ofta att forcera byggnationen i dessa områden. Släkterna Griebenow, Büttner och Bötzow genomförde många åtgärder för att kunna erhålla ett bra pris för sina tomter. De kom nu att frivilligt avstå mark till stadens gatumark och donerade tomter för uppförandet av kyrkor. På så sätt uppstod Immanuelkirche vid Prenzlauer Allee 1893 i ett då fullständigt obebyggt område, och även den följande år färdigställda Gethsemanekirche uppfördes i ett område som ditinills varit obebyggt. Båda tomterna skänktes av markägarna direkt till församlingarna: Immanuelkirche av släkten Bötzow, Gethsemanekirche av änkan Caroline von Griebenow. Båda donationerna skulle betala sig, eftersom de omliggande tomterna redan i slutet av 1890-talet blev fullständigt bebyggda. Dessutom finns i närheten även den av Max Hasak ritade romersk-katolska Corpus-Christi-Kirche, uppförd 1904 med altaret skapat av Martin von Feuerstein.
Berlins ringbana hade färdigställts 1877 och kom nu att få en ökad betydelse. Den var ursprungligen skapad som en kringgående förbindelse mellan de många säckstationer som uppförts i utkanten av Berlins historiska innerstad, men kom efter bebyggelsens tillväxt nu att bli del av stadens kollektivtrafik. Den 1 januari 1872 startade persontrafik mellan Moabit och Schöneberg. År 1890 byggdes ringbanan ut till fyrspårig bredd, för att man skulle kunna separera den omfattande godstrafiken från den växande persontrafiken. Eftersom innerstadens industrier, som var en av de pådrivande faktorerna i Prenzlauer Bergs snabba tillväxt, nu kom att flytta sin verksamhet till förorterna i Berlins utkant, ökade trafiken på ringbanan ytterligare. Redan 1892 räknade man 30 miljoner årliga passagerare.

### Nedgång för byggindustrin

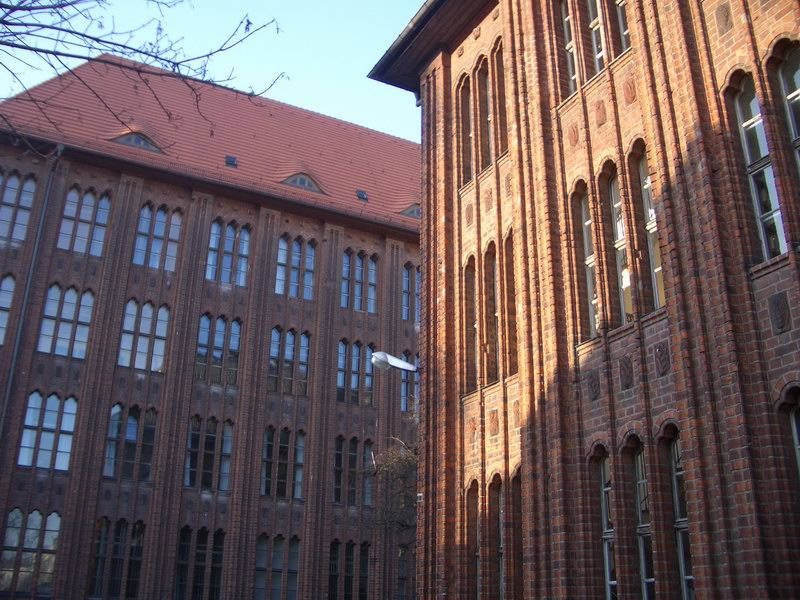
Heinrich-Schliemann-Gymnasium på Dunckerstrasse, uppfört 1913 och ritat av Ludwig Hoffmann.

Omkring sekelskiftet 1900 hade Berlin passerat två miljoner invånare och växte fortfarande med omkring 50 000 invånare om året. Staden hade nu lyckats hantera tillväxten bättre. Skolor och andra offentliga verksamheter startades, och 1908 hade det kommunala avloppssystemet färdigställts. Under åren närmast före första världskriget minskade Prenzlauer Bergs betydelse för Berlins tillväxt. En viktig anledning till detta var de dåliga kommunikationerna till innerstaden, då visserligen ringbanan fanns, men ingen stadsbana direkt mot centrum; den enda kollektivtrafikförbindelsen i riktning mot Mitte var långsamma hästdragna busslinjer. Senare kom de visserligen att byggas ut till hästdragna spårvägar, men detta räckte inte för den allt mer mobila befolkningens behov. Planer på en högbana mellan Alexanderplatz och ringbanan hade existerat sedan de första åren av 1900-talet, men hyresgäster vid Schönhauser Allee gjorde motstånd mot valet att förlägga spåret som högbana istället för tunnelbana. Berlins magistrat beslutade ändå i februari 1906 att bygga linjen som högbana. Markägarna gjorde motstånd genom att vägra sälja tomtmark för stationsbyggnaderna;. Först 27 juli 1913 kunde linjen slutligen tas i bruk, dagens linje U2. De delar av Berlins befolkning som sökte goda kommunikationer kom huvudsakligen att bosätta sig i de västra förstäderna Schöneberg, Charlottenburg och Wilmersdorf, som alla vid denna tid hade bättre utbyggda trafiklösningar. 
Byggverksamheten i Prenzlauer Berg avtog under början av 1910-talet och avstannade helt vid krigsutbrottet 1914. När kriget slutade 1918, uppstod en stor lägenhetsbrist. Ekonomin var i djup kris, samtidigt som många krigsåtervändare bosatte sig i storstäderna. Härbärget i Prenzlauer Berg vid Prenzlauer Allee, kallat die Palme efter en palm i kruka som stod vid ingången, kom att gå från relativt få besökare till gränsen för sin kapacitet – ofta övernattade mer än 4000 personer här. Den nya socialdemokratiska regeringen genomdrev reformer på bostadsmarknaden som syftade till att skapa ett mer socialt boende, genom att skärpa byggnadslagstiftning och fastställa hyrestak. Genom regleringarna kom det under åren fram till början av 1920-talet att knappt byggas några nya bostäder alls.

### Stor-Berlins bildande och 1920-talet

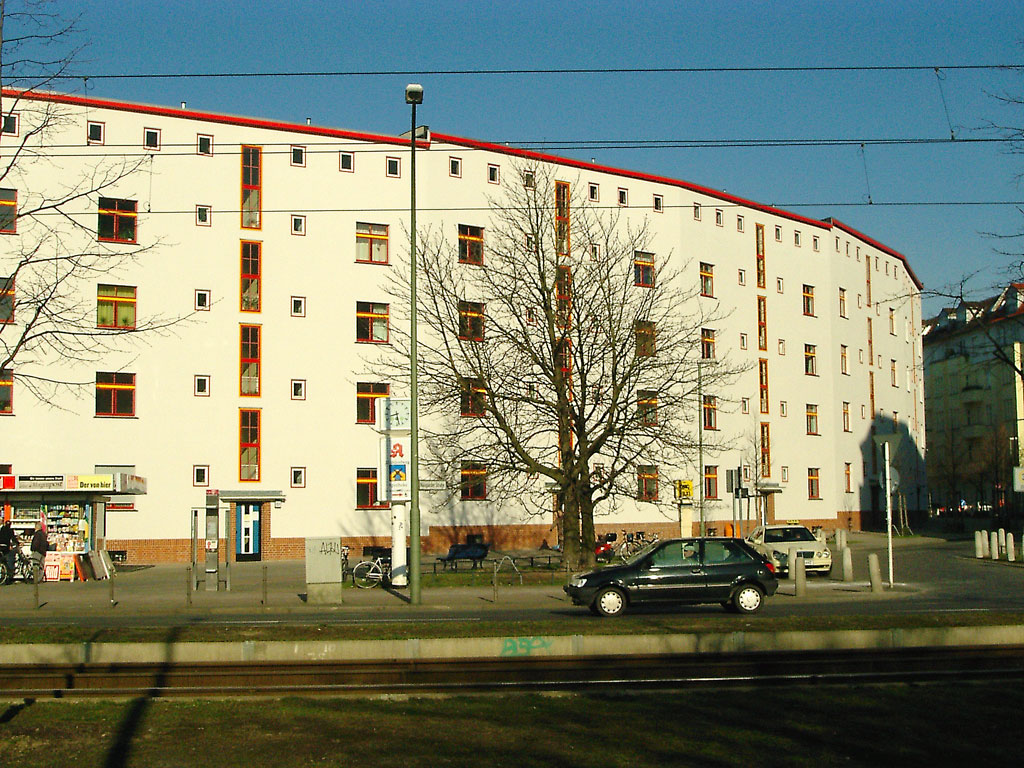
GEHAG-bostäder vid Greifswalder Strasse / Naugarder Strasse, ritade av Bruno Taut 1927.

Ett avgörande ögonblick i Berlins historia som stad är bildandet av Stor-Berlin 1 oktober 1920, efter över tio års debatt. Berlins gamla stad kom nu att slås samman med sju ytterligare förstäder, 59 landskommuner och 27 godsdistrikt, för att bilda en enda storstadskommun, efter att deras bebyggelse redan växt ihop under stadens snabba expansion. Det nya Berlin var därmed världens näst största stadskommun till ytan efter Los Angeles och var med 3,8 miljoner invånare världens tredje folkrikaste stad, efter London och New York. Staden indelades i 20 stadsdelsområden (Bezirke), där det fjärde stadsdelsområdet kallades Prenzlauer Tor, hade en yta på omkring 10 km² och en befolkning på omkring 300 000 invånare. Redan året därpå byttes namnet Prenzlauer Tor, som syftade på den tidigare stadsport som legat vid områdets södra gräns mer än 50 år tidigare, mot namnet Prenzlauer Berg.
Eftersom det tidiga 20-talets statliga regleringar lett till att få lägenheter byggdes, kom man under Weimarrepubliken att 1923 starta ett lägenhetsbyggnadsprogram. Eftersom fastigheter i motsats till penningkapital inte utsattes för den höga inflationen och fastighetsägarna därmed profiterat från inflationen, tvingades de nu betala en hyresskatt baserad på hyresintäkter. Denna skatt användes för att finansiera det nygrundade statliga bostadsbolaget, som tillhandahöll billig kredit för lägenhetsbyggprojekt. Därmed kom byggnationen åter att ta fart från mitten av 1920-talet, huvudsakligen norr om ringbanan där stora obebyggda ytor fortfarande fanns, men luckor i bebyggelsen slöts även på andra håll.

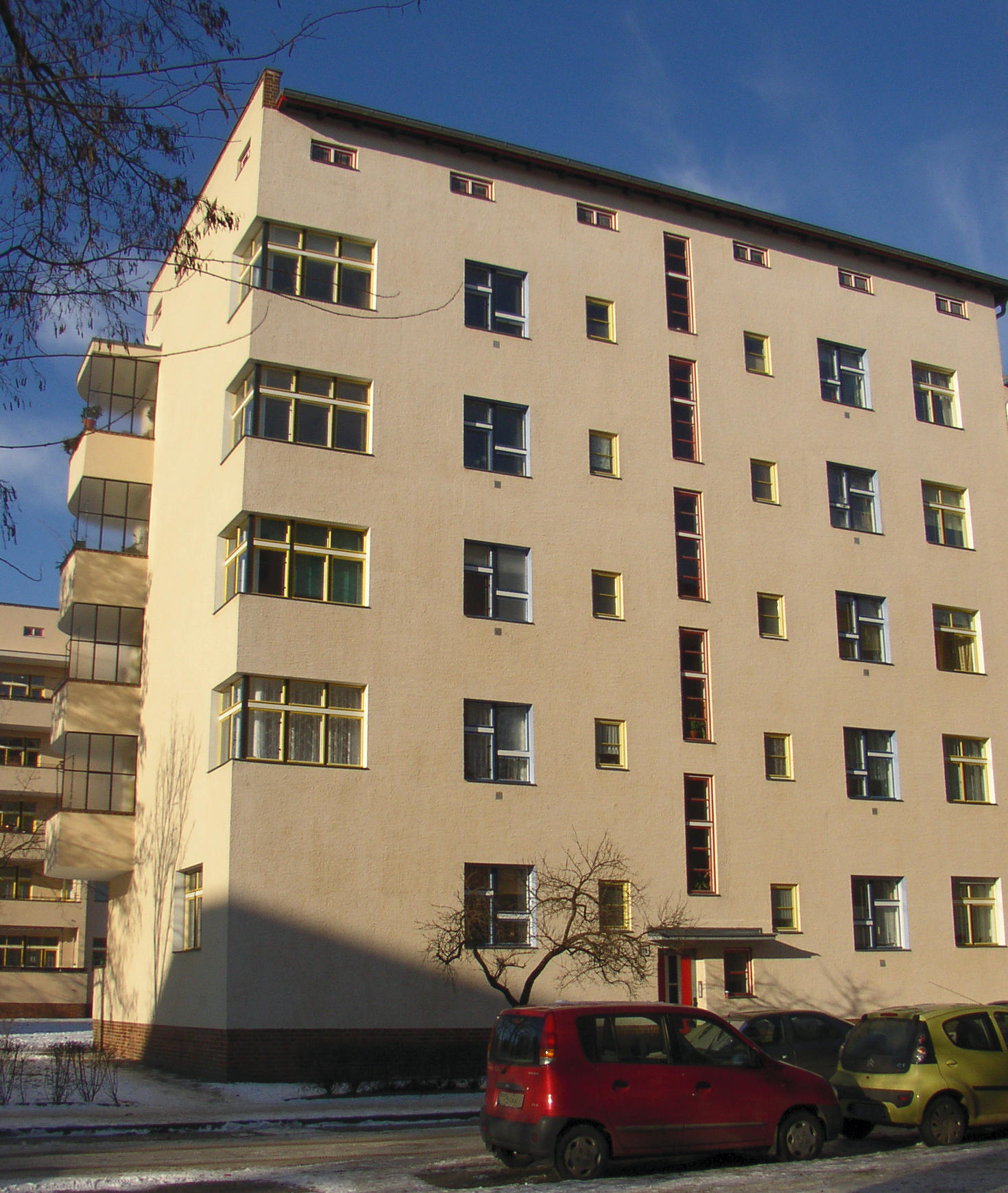
Wohnstadt Carl Legien.

Byggnaderna från denna tid skiljer sig starkt från förkrigsbebyggelsen. Vid utformningen av nybyggen togs framförallt hänsyn till sociala aspekter; de skapades med målet att förbättra levnadsförhållandena för de boende. Den yngre generationen av arkitekter utvecklade den moderna tidens former, "Neues Bauen". De fasadutsmyckningar som varit populära före kriget försvann, och husen kännetecknades av enkla, outsmyckade fasader. Medan varje fastighet tidigare skiljt ut sig genom en individuellt utformad fasad, byggde man nu enhetliga, massproducerat utformade byggkroppar. Det tidigare sadeltaket ersattes av platta tak. På så sätt byggdes tusentals nya lägenheter i Prenzlauer Berg under slutet av 1920-talet. Till de mest kända områdena från denna tid hör GEHAG-Siedlung av Bruno Taut och Franz Hoffmann (1927–1928), belägen mellan Greifswalder Strasse, Grellstrasse och Rietzestrasse i närheten av Greifswalder Strasses station, och Wohnstadt Carl Legien av Bruno Taut och Franz Hillinger, uppförd 1928 till 1930 på Erich-Weinert-Strasse mellan Gubitz- och Sültstrasse. Tillsammans med fem ytterligare bostadsområden från samma tid hör den senare till UNESCO-världsarvet Berlins modernistiska bostadsområden. Andra exempel är Tauts bostadsområde vid Paul-Heyse-Strasse i östra Prenzlauer Berg och området kring norra Dunckerstrasse av Paul Mebes, Paul Emmerich, Eugen Schmol med flera.
Då stadens huvudsakliga tillväxt vid denna tid förflyttats till områden längre ut från stadskärnan låg Prenzlauer Bergs befolkning mer eller mindre konstant under denna period, och de nya bostäderna kom framförallt att medföra en minskning den under 1920-talets början utbredda trångboddheten.

### Slutet på byggandet och Prenzlauer Berg under Nazityskland
Under slutet av 1920-talet nådde den stora depressionen Tyskland. En av rikskansler Heinrich Brünings nödförordningar sänkte hyresinkomstskatten, så att huvudinkomstkällan för det sociala lägenhetsbyggnadsprogrammet föll bort. Därmed tog den långa fasen av överbebyggelse slut. Vid denna tidpunkt bodde 325 000 invånare i omkring 100 000 lägenheter, vilket vid denna tid gjorde Prenzlauer Berg till ett av världens mest tätbebodda områden. Detta trots att en fjärdedel av stadsdelens yta fortfarande var obebyggd och avsedd för byggnation. Statistik från början av 1900-talet visar att Berlin var extremt tätbefolkat; i London bodde vid denna tid åtta människor per hus, i New York 17, i hela Berlin omkring 76 och i Prenzlauer Berg omkring 110. Vid seklets början såg man dock inte något slut på Berlins byggboom – år 1913 existerade planer för lägenheter för sammanlagt 21 miljoner människor i Berlin. 
Även efter nazisternas maktövertagande ändrades inte den massiva inbromsningen av byggverksamheten. Stadsbilden i Prenzlauer Berg kom därför att förbli nästan oförändrad under 1930-talet. Enstaka provisoriska byggnader ersattes av nybyggen, som bostadsområdena mellan Eberswalder Strasse och Topsstrasse 1937 och vid Anton-Saefkow-Strasse/John-Scher-Strasse 1939, många gator rustades upp. I och med andra världskrigets utbrott upphörde all byggverksamhet. 
Under denna tid kom nazisterna att begå brott mot mänskligheten även i Prenzlauer Berg. På vattentornets tomt i centrala Prenzlauer Berg uppstod under några månader ett så kallat "vilt koncentrationsläger" för tortyr och mord på oppositionella. Redan 1939 hade antalet judiska invånare mer än halverats från över 20 000 till mindre än 10 000. Gator uppkallade efter judar fick byta namn. Judiska elever fick inte längre läsa vid kommunala skolor, vilket gjorde att den 1904 grundade judiska skolan vid Rykestrasse ökade sitt elevantal från omkring 170 till 750, innan den tvingades stänga 1941.

### Efter andra världskriget

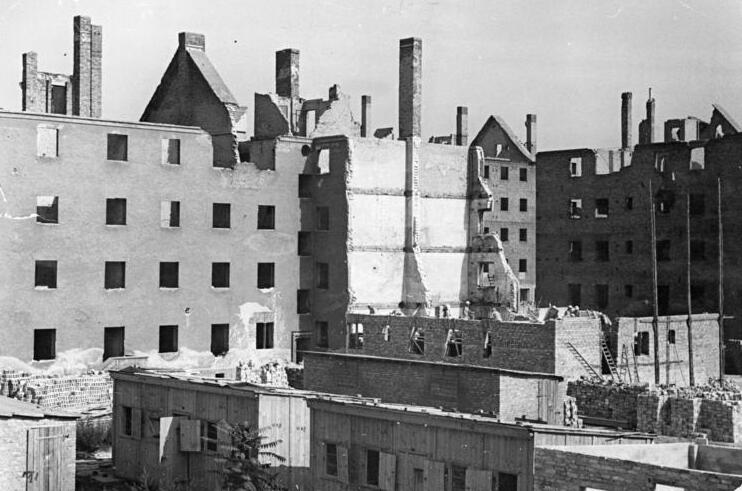
Ruiner vid nuvarande John-Schehr-Strasse mellan Greifswalder Strasse och Kniprodestrasse, 1951.

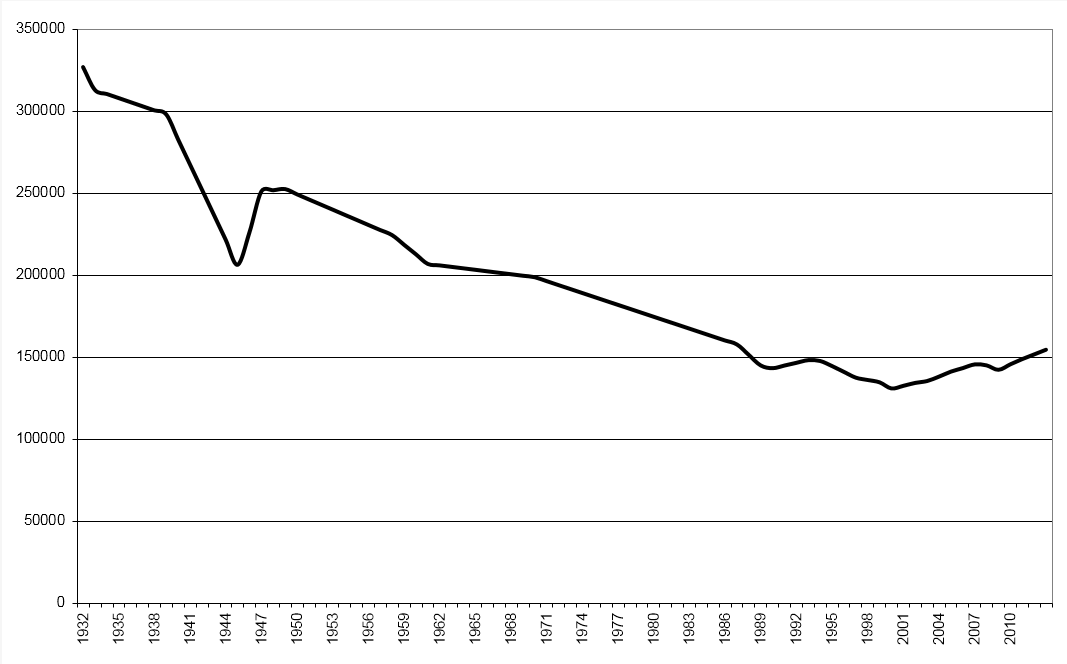
Befolkningsutveckling i Prenzlauer Berg från 1932 till 2013.

Omedelbart efter andra världskriget kom förvaltningen i det ockuperade Berlin att upprätta en skadeinventering över bostadsbeståndet, där varje byggnad klassificerades. Eftersom Prenzlauer Berg huvudsakligen undgått bombmattorna, visade sig skadorna här vara relativt låga jämfört med i andra stadsdelar. Omkring 10 procent av byggnaderna klassades som fullständigt förstörda, 7 procent som svårt skadade och 11 procent som möjliga att återställa. Hela 72 procent av byggnaderna klassades däremot som oskadda eller endast lätt skadade och beboeliga. Andra innerstadsområden som Mitte och Tiergarten hade 50 procent förlust av byggnadsbeståndet, den närliggande och till bebyggelsen liknande stadsdelen Friedrichshain hade förlorat 40 procent. Särskilt hade förstörelsen drabbat områden med strategiska mål, som gasverket, järnvägarna, viktiga infartsgator och även exempelvis den flygvapenskola som låg inne i bostadskvarteren mellan Schönhauser Allee och Knaackstrasse.
Delar av förstörelsen uppkom genom slaget om Berlin i april-maj 1945. Byggnaderna i kvarteret mellan Volkspark Friedrichshain, Danziger Strasse och Kniprodestrasse sprängdes av SS för att ge bättre skottfält för luftvärnsbunkrarna i Friedrichshain. Många hörnhus där SS och Wehrmachttrupper förskansat sig förstördes av sovjetisk artilleribeskjutning. 
Relativt snart efter krigsslutet kunde husägarna börja reparera skador och sluta luckor. Reparationerna skedde återhållsamt, så att Gründerzeitstilen bevarades. Fasader återställdes visserligen ofta i förenklad form, men nybyggnationer passade in relativt väl till storlek och form.
I maj 1945 tog den sovjetiska kommendanturen för Prenzlauer Berg sitt säte i stadsdelskontoret på Prenzlauer Allee. Stadsdelsområdet tillhörde därefter den sovjetiska ockupationssektorn. Säkerhetstjänsten NKVD inrättade ett häkte i källaren för det tidigare hälsovårdskontoret, "hus 3". Till skillnad från praxis i de västallierade ockupationszonerna fängslades i de sovjetiska speciallägren även människor som varken var nazistfunktionärer eller krigsförbrytare utan som fängslats för antisovjetiska uttalanden. Från 1946 fanns knappt några kvarvarande tidigare nazister bland de intagna som väntade på transport till specialläger. Häktet utvecklades istället till en del av det sovjetiska systemet av repression. Efter att de sovjetiska ockupationsstyrkorna lämnat stadsdelskontoret kunde stadsdelens förvaltning endast återvända till hälften av sina tidigare lokaler. Den andra hälften övertogs av Stasis avdelning för Stor-Berlin. Häktet i källaren användes av Stasi fram till 1956, övriga lokaler fram till oktober 1985. Idag finns ett minnesmärke över detta kapitel i den tyska historien i form av ett konstverk här.
Under 1950-talet fortsatte nybyggnationen av bostadshus för att fylla luckor i bebyggelsen och av bostadsområden i de obebyggda områdena i norr. Omkring Ostseestrasse uppstod under första halvan av 1950-talet bland annat ett bostadskomplex i socialistisk klassicism, som på grund av sin unika arkitektur idag är byggnadsminne.

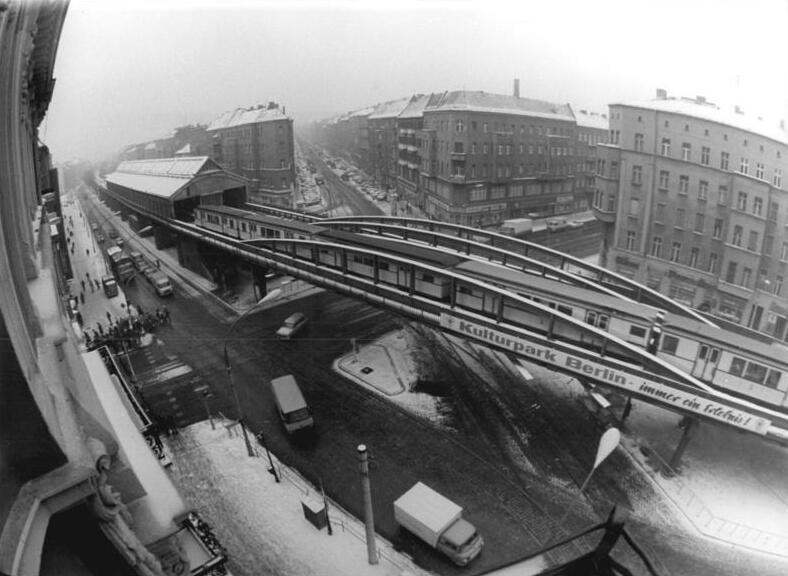
Korsningen Schönhauser Allee / Dimitroffstrasse (nuvarande Danziger Strasse), 1980.

Berlinmuren började konstrueras 13 augusti 1961 och orsakade ett omfattande ingrepp i Berlins stadsbild och infrastruktur. Tidigare hade grannstadsdelarna Prenzlauer Berg och Wedding (Gesundbrunnen) trots de olika ockupationssektorerna varit nära förbundna genom omfattande kontakter i människors vardag, men nu skars förbindelserna av över en natt. Längs gränsen som gick tvärs genom staden uppstod ett avspärrat och bevakat område.
Genom det nya stadsplanskonceptet för Östberlin ville den östtyska ledningen koncentrera centrumbebyggelsen kring Alexanderplatz och rustade upp de boulevarder som ledde söderut mot centrum, Schönhauser Allee, Prenzlauer Allee och Greifswalder Strasse. Bostadskvarteren mellan de stora infartsgatorna försummades däremot, vilket ledde till att det ibland inte ens var känt vilka gamla lägenheter som fortfarande var bebodda eller beboeliga. Invånarantalet i Prenzlauer Berg sjönk fort under denna tid, då framförallt unga barnfamiljer lämnade den gamla bebyggelsen för att flytta till nybyggda höghusområden av Plattenbautyp med modern standard. Lägenhetsbristen i Berlin var i fortfarande stor och med egna initiativ och uthållighet var det lättare att komma över en egen lägenhet i Prenzlauer Berg än på andra ställen. Under denna period uppstod Prenzlauer Bergs rykte som ett fäste för den östtyska alternativkulturen, främst genom konstnärer och andra fria yrken.

### Rivnings- och saneringsarbeten under Östtyskland
Den centrala maximen i Östtysklands bostadspolitik, "lösningen av bostadsfrågan" genom ett gigantiskt nybyggnadsprogram, fick till följd att de äldre fastigheterna i Prenzlauer Berg successivt förföll. År för år ökade andelen obeboeliga lägenheter. De få upprustningsarbetena var inte i närheten av att täcka behovet. Istället planerades för en kommande storskalig rivning av äldre bebyggelse, på samma sätt som skedde i Wedding i Västberlin under 1960-talet. På så sätt skulle hela stadsdelen eller åtminstone dess södra delar närmast centrum rivas inför uppförandet av moderna "Plattenbauten". I mitten av 1970-talet kom planerna dock att tills vidare läggas på is på grund av den akuta bostadsbristen, och stadsplaneringskontoren fick nu i uppdrag att hitta snabba lösningar. Kort därefter startade det första pilotprojektet kring Arnimplatz. De trånga innergårdarna öppnades genom att sidoflyglar och tvärbyggnader revs och på de fria ytorna anlades lekplatser. Den kvarvarande byggnaderna sanerades grundligt. Genom sammanslagning av lägenheter och ökande lägenhetsstorlekar minskade antalet tillgängliga lägenheter med 15 procent. Trots detta sågs projektet inte som någon framgång i Östtyskland eftersom det inte bidrog till att skapa några nya bostäder. Tvärtom blev man istället tvungen att tillhandahålla tillfälliga lägenheter under saneringsarbetena. Den "komplexa moderniseringen" av äldre bostäder här och omkring Arkonaplatz i Mitte förblev isolerade engångsåtgärder. För de flesta äldre bostäderna i Östberlin kom aldrig de nödvändiga saneringsarbetena att genomföras, eftersom de begränsade statliga medlen i första hand satsades på nybyggnation, framförallt i områden som Marzahn och Hellersdorf.

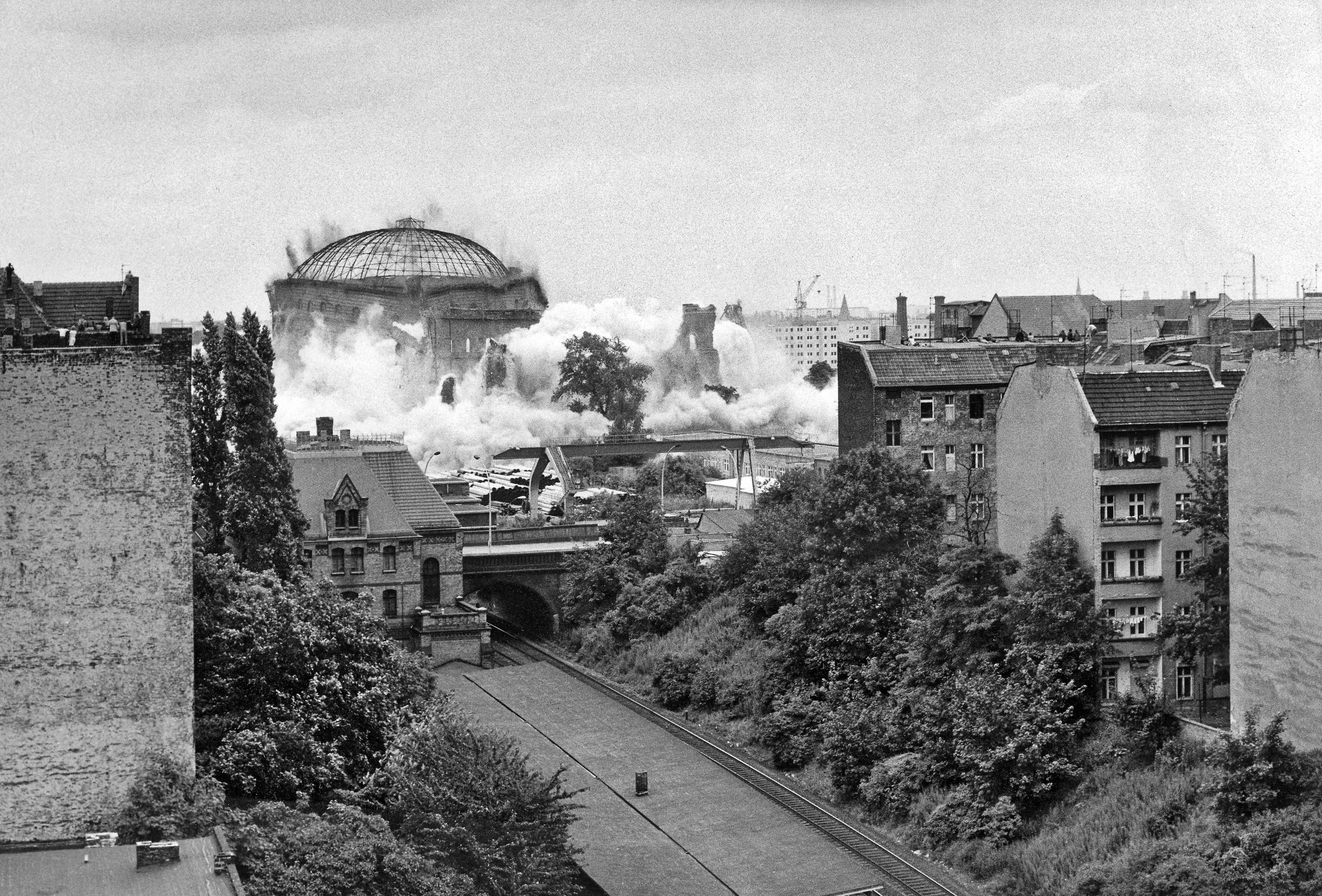
Den sista gasklockan vid nuvarande Danziger Strasse sprängs 1984, inför anläggandet av Thälmannpark.

Istället kom man att riva det 1981 stängda gasverket vid Danziger Strasse, som för de boende i närheten sedan länge varit en stinkande olägenhet, för att genomföra de planer på en folkpark som först lagts fram redan under Nazityskland. Gasometern, ett av områdets mest kända landmärken, kom i samband med detta att sprängas 28 juli 1984, trots motstånd från kulturminnesskyddande myndigheter och ett av de i Östtyskland sällsynta medborgarinitiativen. Det för denna tid ovanligt starka motståndet uttalade sitt stöd för en kulturell användning av byggnaden, men ignorerades. Ett nyuppfört planetarium vid Prenzlauer Allee anlades istället. På det gamla gasverksområdet skapades nu förutom Ernst-Thälmann-Park med ett väldigt Enrst-Thälmann-monument även ett bostadsområde med 13 000 nya lägenheter. Detta invigdes officiellt 15 april 1986. Även på de obebyggda trädgårdstomterna öster om Greifswalder Strasse uppfördes ett modernt bostadsområde.
I samband med förberedelserna för Berlins 750-årsfirande som skulle äga rum 1987 började man under början av 1980-talet sanera äldre bostäder. Husemannstrasse vid Kollwitzplatz skulle visa området som det såg ut vid sekelskiftet som en form av friluftsmuseum, varför renoveringen här genomfördes påkostat och autentiskt. Även omkring andra gator ökade renoveringsverksamheten. Eftersläpningen i jämförelse med saneringen av äldre bostäder i Västberlin, där man omkring 1980 hade ett ännu starkare renoveringsbehov i områden som Kreuzberg, Neukölln och Charlottenburg, förblev fram till den demokratiska revolutionen 1989. Medlen för en snabb och omfattande sanering av Altbaubeståndet saknades, inte minst på grund av de starkt subventionerade hyrorna i DDR så att hyresintäkterna bara kunde täcka en bråkdel av byggkostnaderna. I rivningsområden skulle istället moderna bostäder uppföras. I protokoll från 1980-talet talas om planerade rivningar som skulle genomföras med kort varsel, för att förebygga möjligheten till motstånd inom lokalbefolkningen. Till exempel skulle Berlins magistrat kringgås. Demokratiseringen 1989 blev avgörande för att planerna aldrig kunde sättas i verket.

### Slutet av DDR-epoken och demonstrationerna 1989

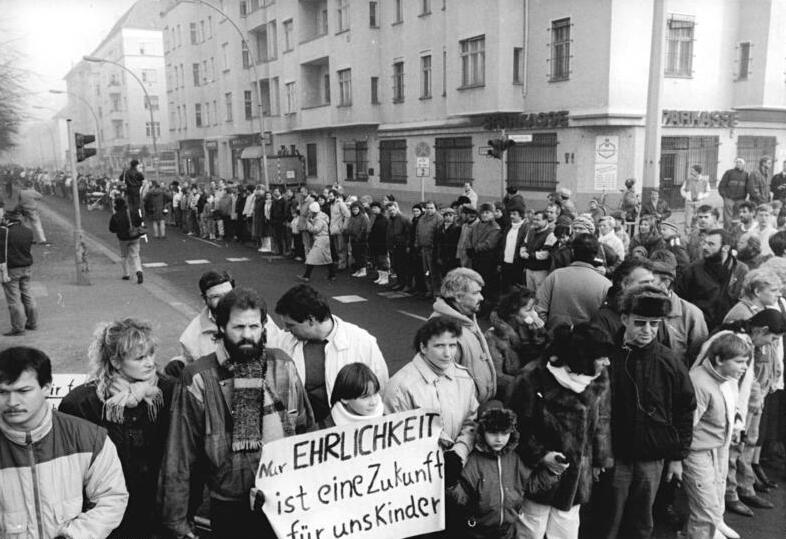
Människokedja demonstrerar vid gathörnet Greifswalder Strasse / Dimitroffstrasse (nuvarande Danziger Strasse), 3 december 1989.

Prenzlauer Berg spelade en viktig roll i den folkliga resningen mot DDR-regimen 1989. Under 1970-talet och 1980-talet utvecklades här ett centrum för oppositionella grupperingar inom Östtyskland. Umwelt-Bibliothek och andra oppositionsgrupper från Prenzlauer Berg organiserade hösten 1989 demonstrationer mot valfusket i valet i maj 1989 och höll vakor i Gethsemanekirche. Från den 2 oktober 1989 hölls kyrkan ständigt öppen i en manifestation för de politiska fångarna i DDR. Gränsövergången Bornholmer Strasse var den första gränsövergången mellan Östberlin och Västberlin som öppnades, och därmed inträffade Berlinmurens fall här först.

### Prenzlauer Berg efter Berlinmurens fall

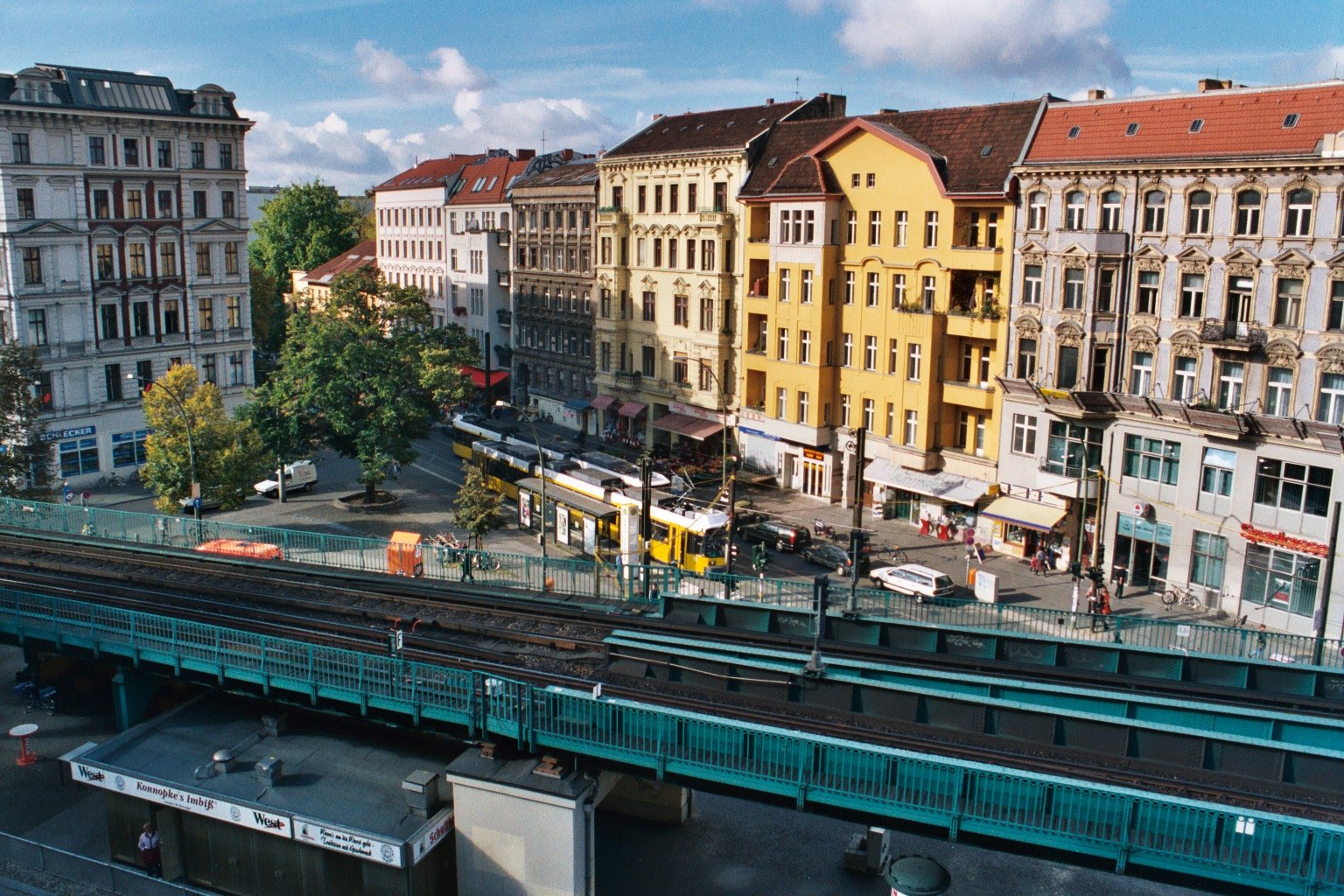
Kastanienallee i höjd med Eberswalder Strasse, med Konnopke's längst ner i bild.

Under demokratiseringsprocessen och återföreningen 1989–1990 bodde endast knappt 145 000 invånare i Prenzlauer Berg, trots nybyggnationerna av höghusområden som i Ernst-Thälmann-Park – endast hälften av invånarantalet i slutet av 1920-talet och även mer än 100 000 färre än år 1950. En av anledningarna till den fortsatta befolkningsminskningen efter krigsslutet var det eftersatta underhållet av de äldre bostadsfastigheterna under DDR-epoken. Många byggnader, i synnerhet sidoflyglar och byggnader på innergårdarna var så förfallna att de var obeboeliga och stod tomma. Vattenledningar i bly och läckande gasledningar orsakade bland annat att många träd längs gatorna dog. Många bostäder värmdes med koleldade kaminer och fortfarande i början av 1980-talet fanns det mer än 16 000 vattenklosetter med ingång från trapphusen för lägenheter utan egen toalett. I början av 1990-talet var Prenzlauer Berg Europas största sammanhängande renoveringsområde. Detta bildades av fem särskilda renoveringsprogram i områden i södra Prenzlauer Berg, där 32 202 bostäder renoverades med stöd av offentliga medel. Därigenom minskade antalet lägenheter genom utökning av ytan, till exempel genom sammanslagning och inbyggandet av moderna badrum, så att det från 1981 till 1991 försvunnit 2000 bostäder och från 1991 till 1995 försvann ytterligare 3000 bostäder, till totalt 86 435. Idag är bebyggelsen till stor del renoverad och utgör Tysklands största sammanhängande bebyggelse från Gründerzeit, det vill säga det sena 1800-talet och tidiga 1900-talet – 67 procent av alla lägenheter i stadsdelen är uppförda mellan Tysklands enande 1871 och första världskrigets utbrott 1914.
Medan stora delar av den historiska bebyggelsen kunde bevaras genom de omfattande renoveringarna, kunde man dock inte uppfylla målet att undvika att tränga undan de befintliga invånarna. I området kring Kollwitzplatz, där 131 miljoner euro av offentliga medel satsades på renoveringar, bodde 2008 endast 17,3 procent av de som var bosatta i området 1993. Gentrifieringen visar sig genom höjd medelinkomst; 2008 hade de omkring 7000 hushållen i området kring Kollwitzplatz ungefär samma genomsnittliga hushållsinkomst, 2332 euro, som Steglitz-Zehlendorf, en traditionellt välbeställd villastadsdel i västra Berlin. En ytterligare studie av renoveringarna i området kring Winsstrasse bekräftade också denna trend, men visar samtidigt att omkring 40 procent av de nyinflyttade i kvarteret tidigare bott i andra delar av Prenzlauer Berg. Den mediebild av inflyttning från Schwaben som blivit mål för populär kritik från vänsterradikala, med avseende på gentrifieringen av Prenzlauer Berg, är däremot betydligt överdriven och i området kring Winsstrasse är inte någon storskalig inflyttning av höginkomsttagare från sydvästra Tyskland påvisbar i statistiken.
Den centrala konflikten, om huruvida Prenzlauer Bergs tidigare invånare, särskilt i området kring Kollwitzplatz, trängts undan av stigande hyror och omvandling till bostadsrätter, eller om förändringen är mer blygsam och gradvis, är fortfarande en källa till diskussion. Enligt sociologen och gentrifieringsexperten Hartmut Häußermann har den sociala omvandlingen i kvarteren skett relativt gradvis, även om detta inte motsvaras av den allmänna uppfattningen. Till skillnad från sin student Andrej Holm ifrågasätter han själva begreppet gentrifiering, då han menar att det blivit ett politiskt stridsbegrepp. De flesta av de som lämnat området för andra bostäder har gjort det på eget initiativ. Det finns dock många enstaka exempel på boende som frysts ut eller köpts ut och därigenom tvingats flytta. Trenden med ägarlägenheter med hög standard har drivit på hyreshöjningarna i området, vilket driver social segregation och långsiktigt även hotar den mångfald som bidragit till områdets rykte som en attraktiv del av staden.
Yngre människor dras bland annat till den levande blandningen av barer och kulturverksamheter i den södra delen av Prenzlauer Berg och barnfamiljer har överraskande blivit en ny viktig befolkningsgrupp här. Medan man i mitten av 1990-talet diskuterade problemen med att barnfamiljer flyttade från området, är idag kvarteren kring Helmholtzplatz och Kollwitzplatz de barnrikaste kvarteren i hela Berlin. År 2008 krävde Berlins ansvariga skolborgarråd ett byggstopp för nya lägenheter, då årskullarna som skolades in växte med över 10 procent årligen och Pankows stadsdelsområde såg ett behov av att bygga i genomsnitt en ny grundskola om året. Det fanns visserligen fram till slutet av 1990-talet ett motsvarande antal skolor i Prenzlauer Berg, som dock kring denna tid stängdes under föräldraprotester, så att en ny utbyggnad nu blivit nödvändig.
Sedan mitten av 2000-talets första decennium stiger åter efterfrågan på bostäder i Prenzlauer Berg kraftigt, så att de sista tomma tomterna bebyggts med bostäder. 
De modernistiska bostadsområden som byggdes i Prenzlauer Berg på 1920- och 1930-talen förknippas i dagligt tal ofta inte med stadsdelen, till exempel Wohnstadt Carl Legien som till 80 procent består av tvårumslägenheter. Även dessa har renoverats sedan mitten av 1990-talet. Den helt annorlunda socioekonomiska sammansättningen i dessa områden liksom i de bostäder som uppförts under DDR-tiden kring Ernst-Thälmann-Park, med många äldre och låginkomsttagare, gör dock att stadsdelen Prenzlauer Berg i sin helhet fortfarande närmar sig Berlins genomsnitt vad gäller många statistiska indikatorer som exempelvis födelsetal.

## Stadsbild

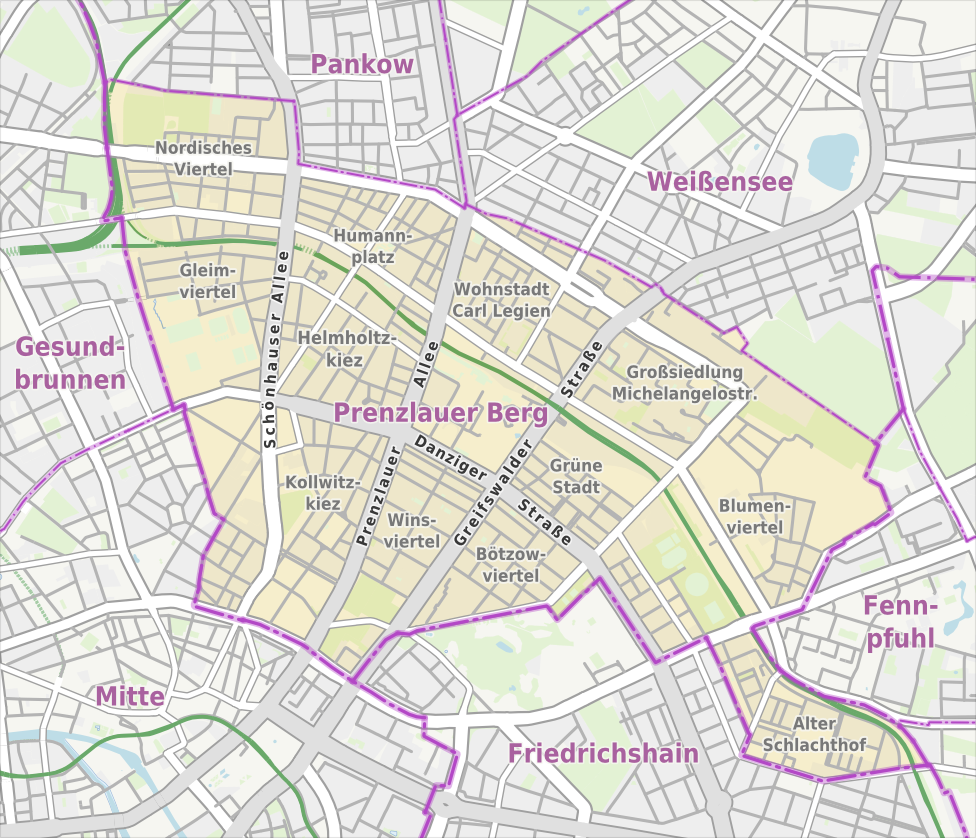
Karta över Prenzlauer Berg

Före Tysklands återförening 1990 var Prenzlauer Berg en del av Östberlin. Den präglas av Altbauten från tiden kring sekelskiftet 1900. Byggnaderna undkom andra världskrigets bombmattor över Berlin och under DDR-tiden lät man dem står kvar. Under 1990-talet och början av 2000-talet har de flesta gamla husen sanerats och idag är över 300 byggnader byggnadsminnesmärkta. Delen närmast innerstaden består till stora delar av restauranger och barer, framförallt i Kastanienallee och kring Kollwitzplatz och Helmholtzplatz. Nattlivet är knutet kring tunnelbanestationen Eberswalder strasse. Här ligger också det legendariska gatuköket Konnopke’s Imbiß. 80 % av alla byggnader är från före 1948. 
Några "hot-spots" i området är Kollwitzplatz, Kastanienallee och de gamla bryggerierna Pfefferberg och Kulturbrauerei som numera hyser kultur- och nöjeslokaler. I västra delen av Prenzlauer Berg ligger Mauerpark, idag en park efter att Berlinmuren rivits. En av Europas största gay-scener finns i Berlin, inte minst i området runt Schönhauser Allee, en av Prenzlauer Bergs större gator. Området runt och kring S-Bahnhof Schönhauser Allee rymmer ett 20-tal gaybarer och restauranger.

## Trafik

### Gatunät
De stora genomfartsgatorna i stadsdelen är de gamla landsvägarna ut från Berlins historiska stadskärna; Schönhauser Allee, Prenzlauer Allee, Greifswalder Strasse och Landsberger Allee, samt de tvärgående sammanbindande gatorna Danziger Strasse, Bornholmer Strasse, Wisbyer Strasse och Ostseestrasse, som ursprungligen planerades som delar av ringvägar kring Berlins stadskärna. De båda federala landsvägarna Bundesstrasse 2 och Bundesstrasse 96a genomkorsar stadsdelen. Totalt finns 192 gator i stadsdelen, med en total längd av 92 kilometer, vilket är förhållandevis lite med anledning av den tätbebyggda kvartersstrukturen. Några större torg och öppna platser i stadsdelen är Arnimplatz, Falkplatz, Helmholtzplatz ("Helmi"), Humannplatz, Kollwitzplatz ("Kolle"), Senefelderplatz, Teutoburger Platz, Stadtplatz Marie, Arnswalder Platz och Volkspark Prenzlauer Berg.

### Kollektivtrafik

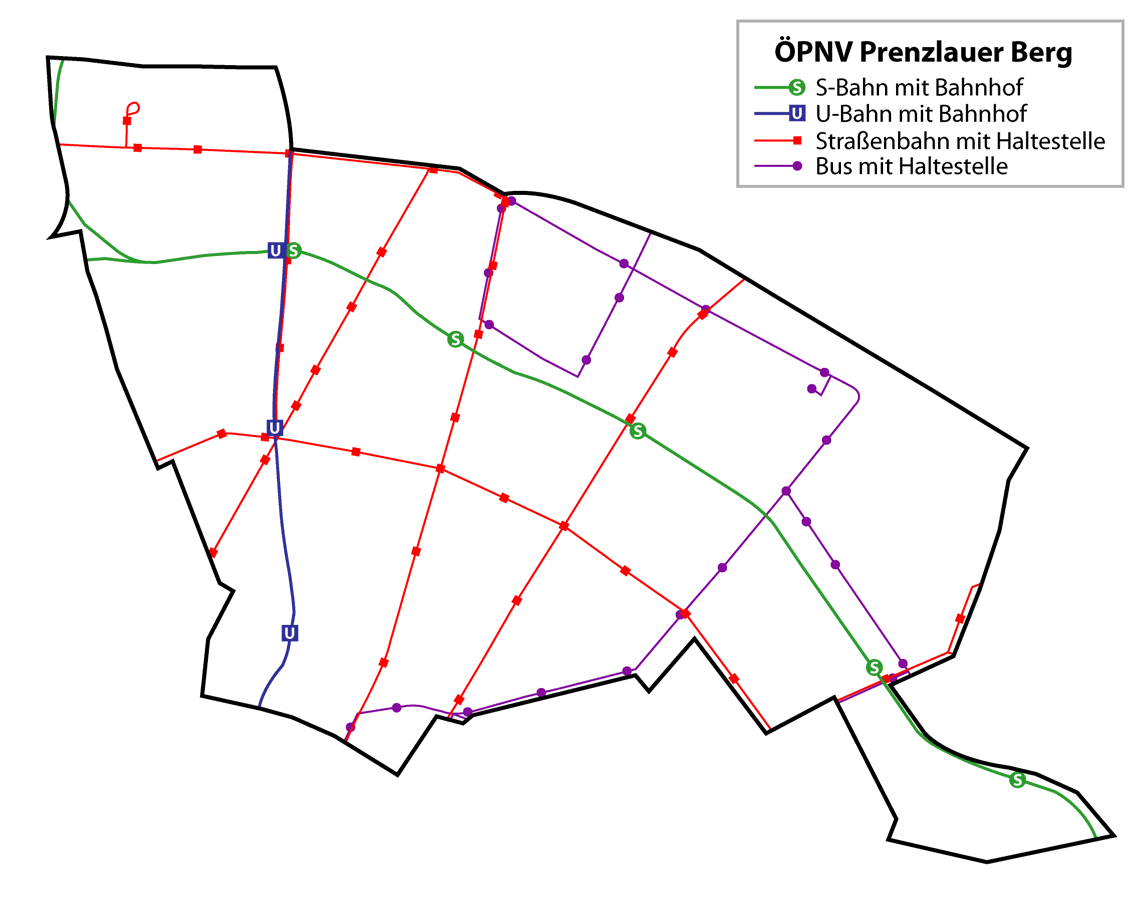
Kollektivtrafiknätet i Prenzlauer Berg

Prenzlauer Berg har goda förbindelser till Berlins kollektivtrafik genom Berlins ringbana, tunnelbanelinjen U2, nio spårvägslinjer och busslinjer.
Ringbanan trafikeras som del av Berlins S-Bahn-nät och har fem stationer i stadsdelen; Berlin Schönhauser Allee, Berlin Prenzlauer Allee, Berlin Greifswalder Strasse, Berlin Landsberger Allee och Berlin Storkower Strasse. De fyra förstnämnda har anslutning till spårvägen; vid Schönhauser Allee finns även byte till tunnelbanelinje U2. På ringbanan finns även genomgående regional- och fjärrtågstrafik, som dock inte stannar i Prenzlauer Berg; närmaste större järnvägsstationer är Gesundbrunnen, Alexanderplatz och Ostbahnhof.

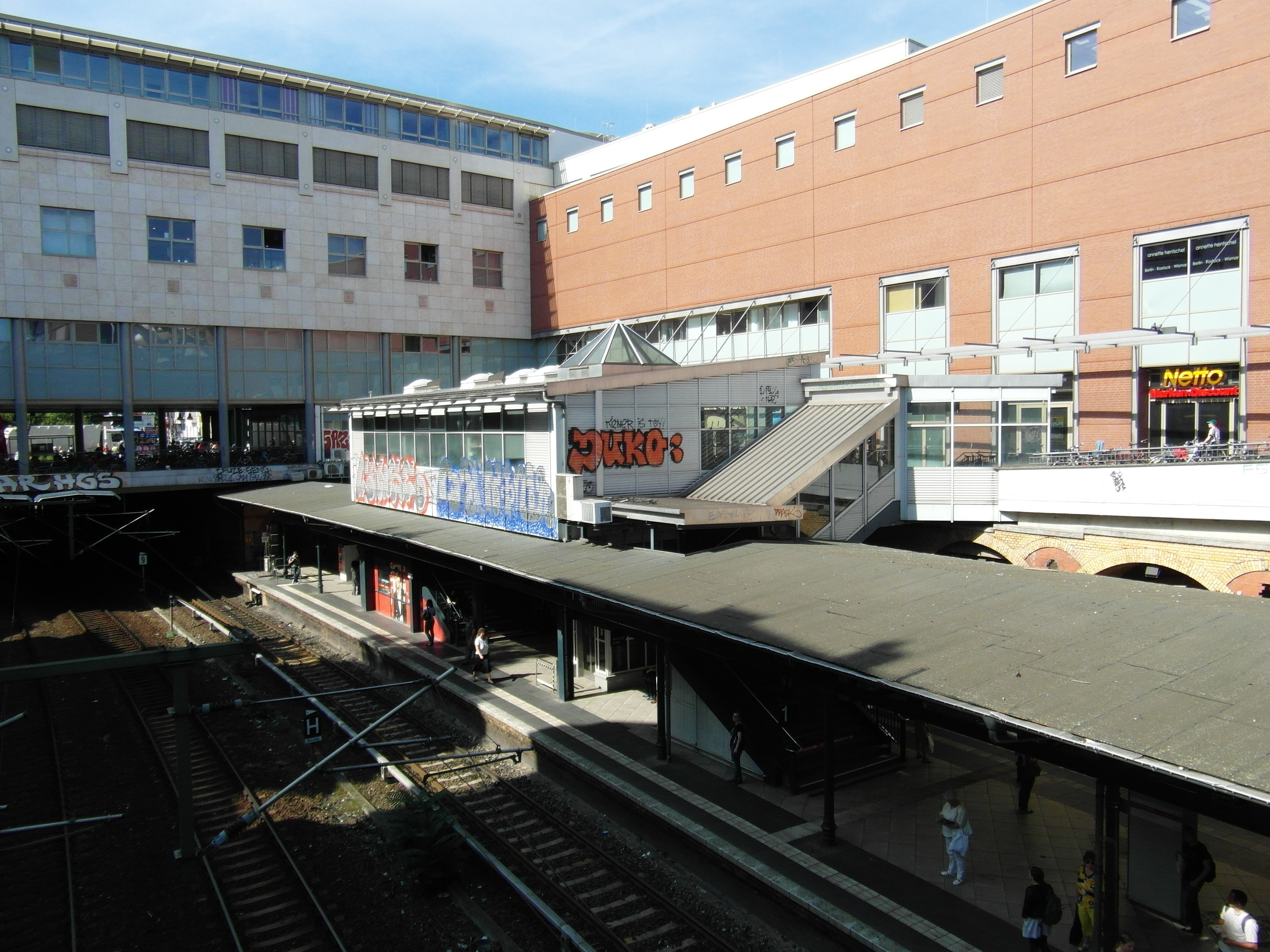
Den största pendeltågsstationen i området, Berlin Schönhauser Allee.

## Personer
Personer som präglat området har framförallt varit konstnärer. 1856 grundades Gustav Langenscheidt sitt förlag Langenscheidt på Schönhauser Allee. Max och Charlotte Konnopke grundades 1930 det berömda Konnopke’s Imbiß som blivit vida känt utanför Prenzlauers Bergs gränser. Under nazitiden var arbetarkvarteret en högborg för den tyska motståndsrörelsen. Kända antifascister som Anton Saefkow, Käthe Niederkirchner och Heinz Kapelle agiterade från Prenzlauer Berg. Under samma tid deporterades många av Prenzlauer Bergs judiska invånare, bland dem Heinz Galinski. Max Liebermann avled 1935 och ligger begravd på den judiska begravningsplatsen i Prenzlauer Berg. En av de mest kända invånarna är konstnären Käthe Kollwitz som Kollwitzplatz bär sitt namn efter. Även efter andra världskriget kom det att vara konstnärer som präglade området. Andra kända invånare som bor här är bland andra Judith Hermann, Wolfgang Thierse, Daniel Brühl, Wladimir Kaminer och Sarah Kuttner. Under DDR-tiden bodde dagens förbundskansler Angela Merkel på Schönhauser Allee.

## Sport
Den största sportanläggningen i Prenzlauer Berg är Friedrich-Ludwig-Jahn-Sportpark. Bredvid denna ligger Max-Schmeling-Halle som byggde i samband med Berlins OS-kandidatur. Hallen invigdes 1996 och är hemmaplan för handbollslaget  Füchse Berlin och används för bland annat konserter. En annan evenemangsarena är Velodrom på Landsberger Allee. Här låg tidigare Werner-Seelenbinder-Halle där flera av SED:s partidagar ägde rum och konserter. Velodrom byggdes i samband med Berlins ansökan för sommar-OS 2000 och har en simhall och cykelsporthall. 2002 ägde EM i simning rum här. 

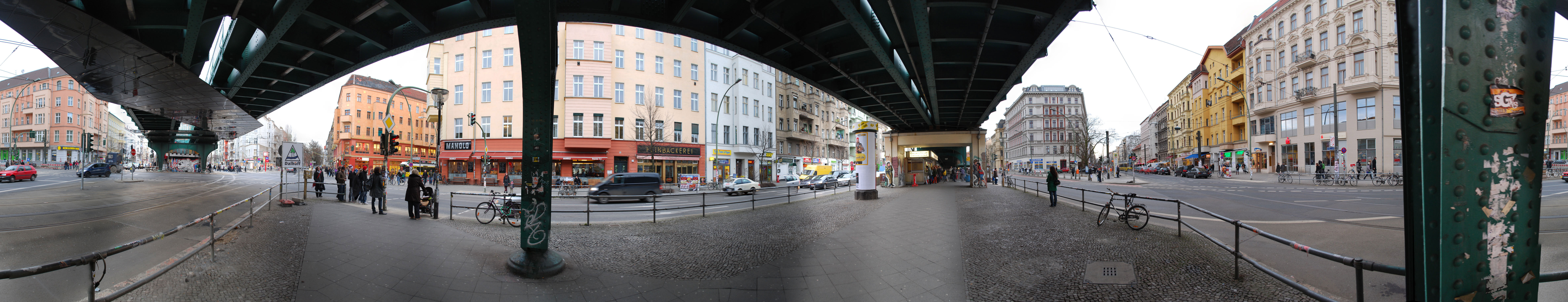
360°-Panorama av korsningen Schönhauser Allee med Danziger och Eberswalder Strasse
från vänster till höger: Eberswalder strasse, Schönhauser Allee mot norr (med tunnelbanestation), Pappelallee, Danziger Strasse, Schönhauser Allee mot söder (med Konnopke’s Imbiß), Kastanienallee

## Sevärdheter
- Ernst-Thälmann-Park
- Zeiss-Großplanetarium Berlin
- Mauerpark
- Konnopke’s Imbiss